# Dzieje roku
Dzieje roku (duń. Aarets Historie, współ. duń. Årets historie) – baśń literacka autorstwa Hansa Christiana Andersena, wydana po raz pierwszy w Kopenhadze w kwietniu 1852 roku.

## Publikacja
Andersenowska baśń literacka Dzieje roku została po raz pierwszy opublikowana 5 kwietnia 1852 roku w Kopenhadze przez wydawnictwo C.A. Reitzel w antologii Opowieści. Zbiór pierwszy. 1852 (duń. Historier. Første Samling. 1852). W katalogu dzieł Andersena autorstwa B.F. Nielsena baśń opatrzona jest numerem 607. Utwór został wznowiony za życia pisarza trzykrotnie: w 1853, 1855 i 1863 roku.
W baśni pojawiają się motywy religijne, takie jak: ofiara, ołtarz, wstępowanie do Nieba, aniołowie, Zmartwychwstanie, duchy, Boże Narodzenie, choinka, Nowy Rok.

## Polskie przekłady
Baśń została przetłumaczona na język polski:
- 1899 – Historia roku: Cecylia Niewiadomska (tłum.): Baśnie. Warszawa. Brak numerów stron w książce
- 1931 – Historia roku: Stefania Beylin (tłum.): Baśnie. Warszawa. Brak numerów stron w książce (w wydaniu z 1956 Dzieje roku)
- 2006 – Dzieje roku: Bogusława Sochańska (tłum.): Baśnie i opowieści. Tom II 1852–1862. Poznań. s. 26–33. ISBN 978-83-7278-194-9. (z oryginału duńskiego)

## Fabuła
Streszczenia dokonano na podstawie wersji duńskiej.
Jest koniec stycznia. Śnieg wiruje po ulicach miasta i gromadzi się w zaspach. Ludzie uciekają przed śnieżycą, zderzają się, łapią nawzajem, z trudem utrzymują równowagę. Wozy i konie z trudnością się poruszają. Przechodnie, jak tylko mogą, osłaniają się przed śniegiem.
Wieczorem zapada cisza, niebo jest czyste, a gwiazdy błyszczą wyjątkowo jasno. Wróble skaczą po śniegu i narzekają, że Nowy Rok jest gorszy niż poprzedni. Stary wróbel twierdzi, że wiosna przychodzi nie według kalendarza, ale gdy przylatuje bocian. Wróble postanawiają polecieć na wieś, by sprawdzić, czy tam wiosna przyjdzie szybciej. Jeden wróbel zostaje w mieście, bo ma tam gniazdo w doniczce i dostęp do okruchów chleba.
Na wsi zima jest jeszcze ostrzejsza, a ptaki marzną i pytają, kiedy nadejdzie wiosna. Spotykają starca–zimę, który wciąż czuwa, choć ludzie twierdzą, że jego czas minął. Również kruk mówi, że to nie kalendarz rządzi porami roku, lecz natura. Nagle pojawiają się bociany z dziećmi-wiosną na grzbietach i wszystko zaczyna się zmieniać.
Wiosna rozkwita, ptaki śpiewają, ludzie się cieszą, a cały świat znów staje się młody i piękny. Młodzi spacerują pod zielonym sklepieniem z liści, gdzie światło i cień tańczą pośród zieleni. Strumyk płynie, połyskując wśród sitowia i kolorowych kamieni. Cała natura zdaje się mówić, że wszystko jest wieczne i piękne. Wiosna rozkwita, ale wierzby ostrożnie chronią swoje kwiaty.
Dni i tygodnie mijają, a lato przynosi upał i dojrzewające zboże. W leśnych jeziorach rozrastają się liście nenufarów, dając cień rybom. Kobieta-lato siedzi przy domu, patrząc na burzowe chmury. Nadchodzi burza, grzmi, błyska, pada ulewny deszcz. Po burzy wszystko się odradza, natura rozkwita na nowo. Na kamieniu nad morzem siedzi sam pan-lato: silny, młody, żywotny. Natura tętni życiem, łąki pachną koniczyną, pszczoły zbierają miód.
Zbliża się jesień, trwają żniwa, owoce dojrzewają. Kobieta-lato czuje zmęczenie i tęsknotę za spokojem i dzieciństwem. Z drzew spadają liście, stada bocianów odlatują. Królową roku dotyka chłód, słabnie i w końcu odchodzi.
Nadchodzi zima – stary król z siwymi włosami, nieświadomy swego starzenia. Dzwony kościelne biją na Boże Narodzenie, zwiastując nowe narodziny. Anioł zimy błogosławi choinki przeznaczone na świąteczną uroczystość. W końcu nadchodzi wiosna – przynoszą ją bociany z dziećmi na grzbietach, a Stary Rok znika we mgle.

## Galeria

Ilustracje baśni Dzieje roku
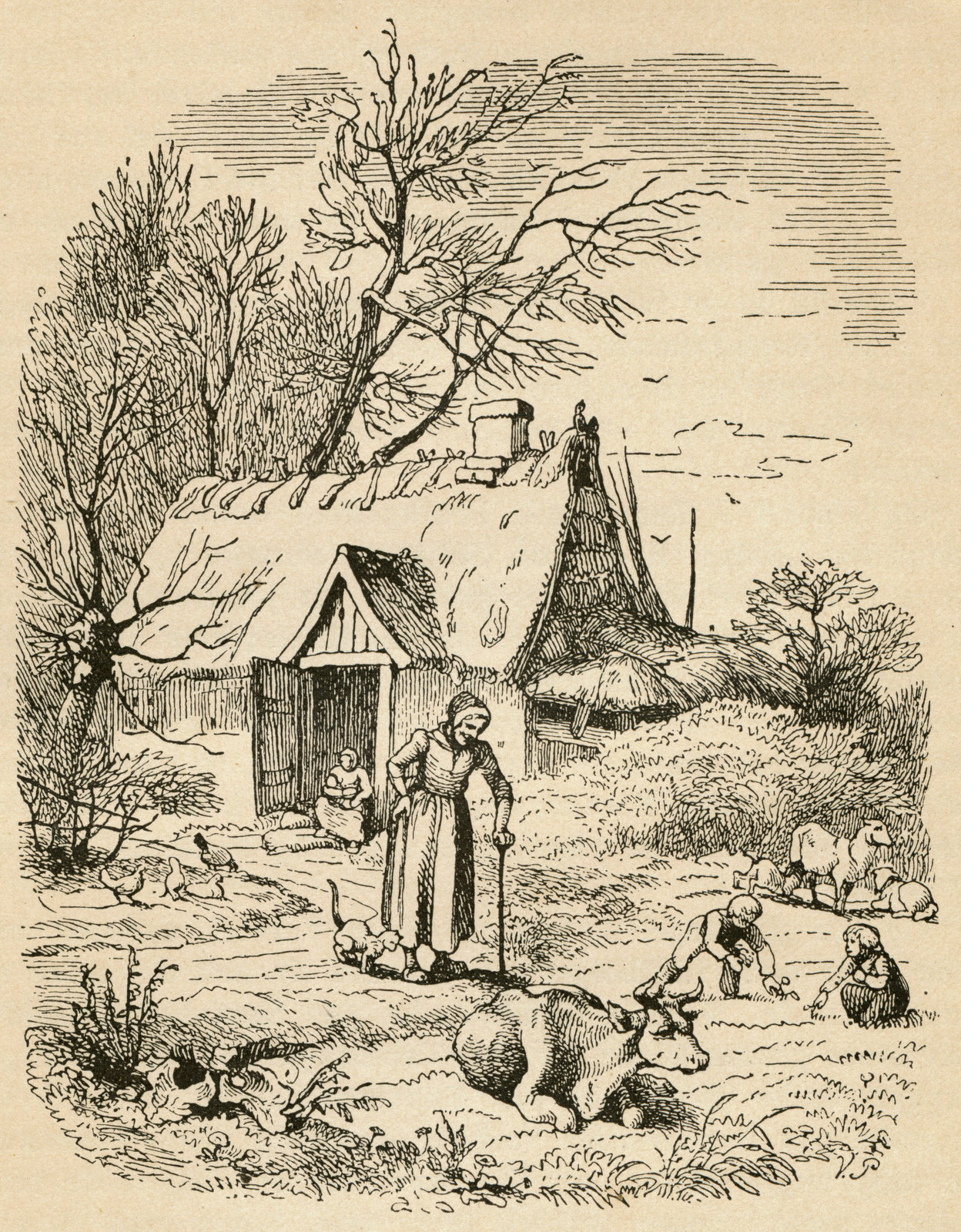
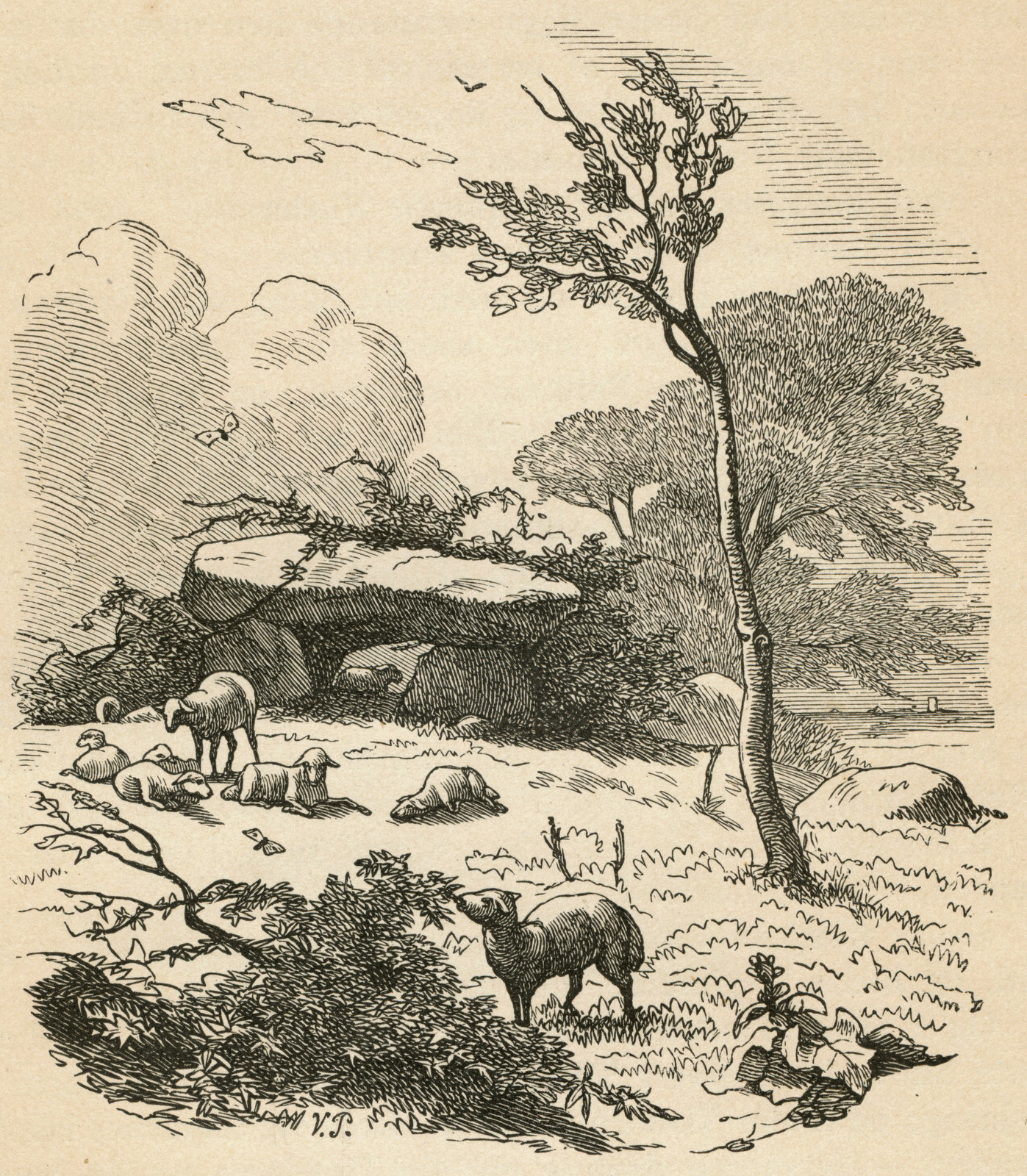
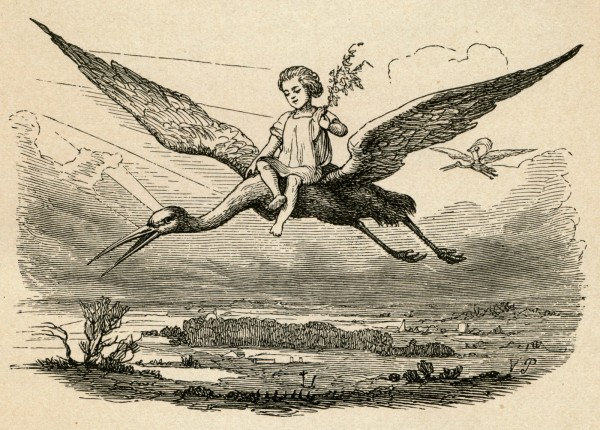
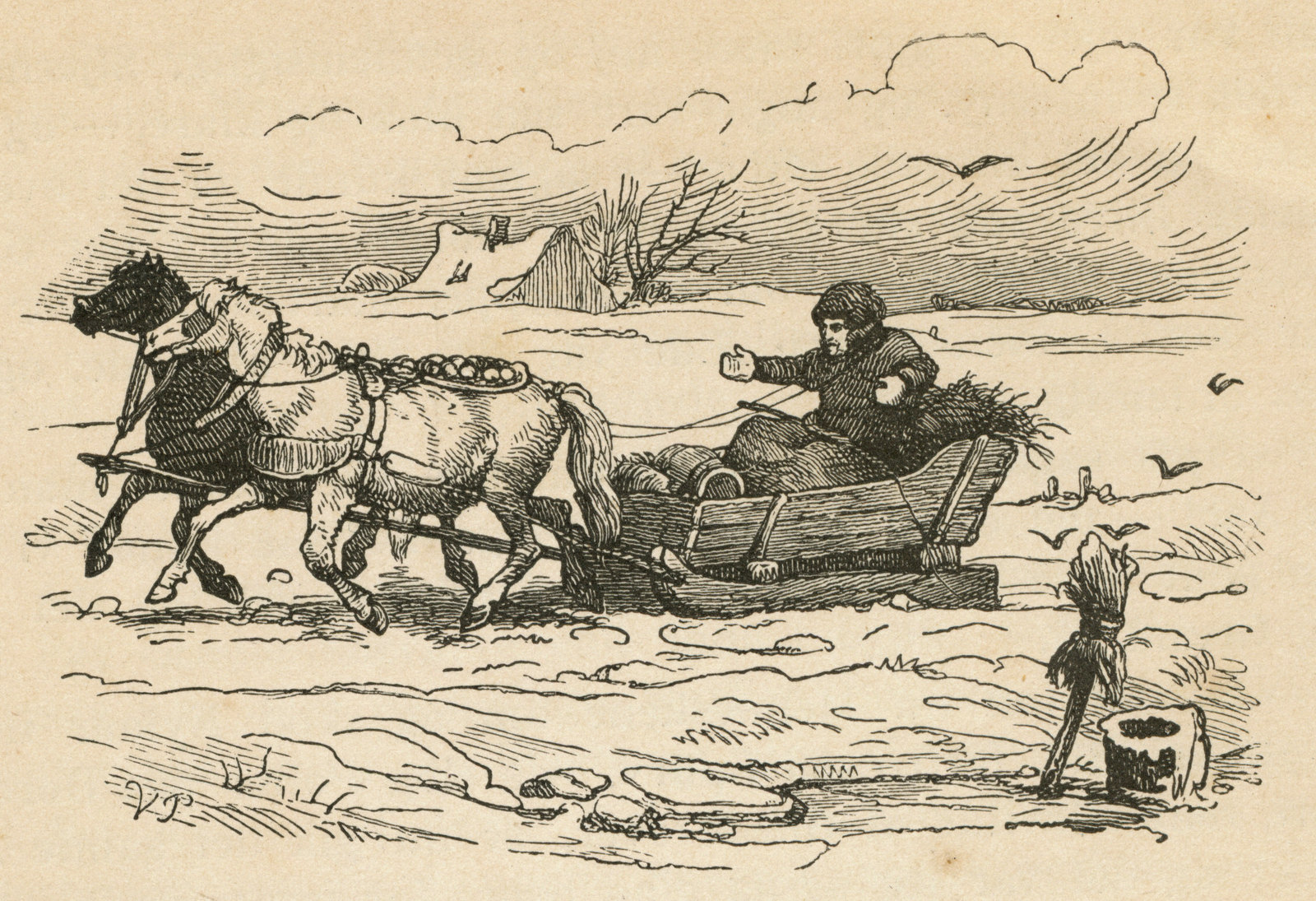